# 4x4=12
Albums de Deadmau5
For Lack of a Better Name
(2009) Album Title Goes Here
(2012)
Singles
1. Animal Rights
Sortie : 17 septembre 2010[10]
2. Sofi Needs a Ladder
Sortie : 29 octobre 2010[11]
3. Some Chords
Sortie : 5 novembre 2010[12]
4. Right This Second
Sortie : 12 novembre 2010[13]
5. Bad Selection
Sortie : 19 novembre 2010[14]
6. Raise Your Weapon
Sortie : 26 novembre 2010[15]

4x4=12 est le cinquième album studio du DJ et compositeur canadien Deadmau5, sorti le 6 décembre 2010 (le 3 décembre sur les magasins en ligne).
Sur cet album de musique électronique, deux morceaux de dubstep sont présents, ce qui est une première chez Deadmau5, habituellement orienté sur la musique house. L'album a été globalement moyennement reçu par la critique, soulignant son manque d'originalité par rapport aux précédents albums.

## Origine du nom
Un incident lors d'une discussion sur Ustream est à l'origine du titre de l'album. Deadmau5 expliquait à son public ses réglages : « C'est en quatre parties de quatre, ce qui donne seize. » Quelqu'un a alors répondu : « Non, ça fait douze ! » L'idée du titre lui est alors venue.

## Formats et liste des pistes

### Édition standard
| No  | Titre                                                            | Durée |
| --- | ---------------------------------------------------------------- | ----- |
| 1.  | Some Chords                                                      |       |
| 2.  | Sofi Needs a Ladder (featuring SOFI(Some Other Femal Interest))  | 6:43  |
| 3.  | A City In Florida (Similaire au morceau : Paco Di Bango's World) | 5:40  |
| 4.  | Bad Selection (en collaboration avec DJ Aero)                    | 5:32  |
| 5.  | Animal Rights (en collaboration avec Wolfgang Gartner)           | 6:14  |
| 6.  | I Said (Michael Woods Remix)                                     | 7:06  |
| 7.  | Cthulhu Sleeps                                                   | 10:34 |
| 8.  | Right This Second                                                | 6:50  |
| 9.  | Raise Your Weapon (featuring Greta Svabo Bech)                   | 6:56  |
| 10. | One Trick Pony (featuring SOFI(Some Other Femal Interest))       | 3:59  |
| 11. | Everything Before                                                | 6:36  |

### Édition CD international (mixed)
| No  | Titre                                          | Durée |
| --- | ---------------------------------------------- | ----- |
| 1.  | Some Chords                                    | 8:04  |
| 2.  | Sofi Needs a Ladder (featuring SOFI)           | 5:34  |
| 3.  | A City in Florida                              | 5:02  |
| 4.  | Bad Selection                                  | 5:01  |
| 5.  | Animal Rights (with Wolfgang Gartner)          | 5:00  |
| 6.  | I Said (Michael Woods Remix) (with Chris Lake) | 5:52  |
| 7.  | Cthulhu Sleeps                                 | 10:00 |
| 8.  | Right This Second                              | 7:24  |
| 9.  | Raise Your Weapon (featuring Greta Svabo Bech) | 8:16  |
| 10. | One Trick Pony (featuring SOFI)                | 3:36  |
| 11. | Everything Before                              | 6:06  |

### Éditions iTunes Store

#### Édition iTunes internationale
| 1.  | 4x4=12 (Continuous Mix)                               | 1:09:54 |
| 2.  | Some Chords                                           | 6:55    |
| 3.  | Sofi Needs a Ladder (feat. SOFI)                      | 6:41    |
| 4.  | A City in Florida                                     | 5:40    |
| 5.  | Bad Selection                                         | 5:33    |
| 6.  | Animal Rights (avec Wolfgang Gartner)                 | 6:15    |
| 7.  | I Said (Michael Woods Remix) (avec Chris Lake)        | 7:06    |
| 8.  | Cthulhu Sleeps                                        | 9:59    |
| 9.  | Right This Second                                     | 6:50    |
| 10. | Raise Your Weapon (Edit) (featuring Greta Svabo Bech) | 6:57    |
| 11. | One Trick Pony (featuring SOFI)                       | 3:59    |
| 12. | Everything Before                                     | 6:36    |

| 1. | Some Chords (Live from Brixton)         | 3:27 |
| 2. | Sofi Needs a Ladder (Live from Brixton) | 6:30 |
| 3. | Cthulhu Sleeps (Live from Brixton)      | 9:23 |
| 4. | Bad Selection (Live from Brixton)       | 4:39 |
| 5. | Right This Second (Live from Brixton)   | 3:45 |

#### Édition iTunes aux États-Unis et au Canada
| 1.  | Some Chords                                    | 7:24    |
| 2.  | Sofi Needs a Ladder (featuring SOFI)           | 6:41    |
| 3.  | A City in Florida                              | 5:40    |
| 4.  | Bad Selection                                  | 5:33    |
| 5.  | Animal Rights (with Wolfgang Gartner)          | 6:15    |
| 6.  | I Said (Michael Woods Remix) (with Chris Lake) | 7:06    |
| 7.  | Cthulhu Sleeps                                 | 10:34   |
| 8.  | Right This Second                              | 7:50    |
| 9.  | Raise Your Weapon (featuring Greta Svabo Bech) | 8:23    |
| 10. | One Trick Pony (featuring SOFI)                | 3:59    |
| 11. | Everything Before                              | 6:36    |
| 12. | 4x4=12 (Continuous Mix)                        | 1:09:54 |

| 1. | Some Chords (Live from Brixton)                          | 3:27 |
| 2. | Sofi Needs a Ladder (Live from Brixton)(Made On 4/30/12) | 6:31 |
| 3. | Cthulhu Sleeps (Live from Brixton)                       | 9:24 |
| 4. | Bad Selection (Live from Brixton)                        | 4:40 |
| 5. | Right This Second (Live from Brixton)                    | 3:46 |

## Classement et certification

### Classement par pays
| Classement (2010)                    | Meilleure position |
| ------------------------------------ | ------------------ |
| Australie (ARIA Albums Chart)        | 56                 |
| Canada (Music Canada)                | 7                  |
| Irlande (IRMA)                       | 34                 |
| Royaume-Uni (UK Albums Chart)        | 48                 |
| États-Unis (Billboard 200)           | 47                 |
| États-Unis (Dance/Electronic Albums) | 2                  |

### Certifications
| Pays        | Organisme    | Ventes   | Certification |
| ----------- | ------------ | -------- | ------------- |
| Canada      | Music Canada | 80,000+  | Platine       |
| Royaume-Uni | BPI          | 100,000+ | Or            |

## Historique de sortie
| Pays                              | Date            | Format                         | Label                          |
| --------------------------------- | --------------- | ------------------------------ | ------------------------------ |
| Monde (sauf États-Unis et Canada) | 6 décembre 2010 | CD, LP, téléchargement digital | Virgin Records / EMI, mau5trap |
| États-Unis - Canada               | 7 décembre 2010 | CD, LP, téléchargement digital | Ultra Records                  |